# Apis Prod
Apis Prod este o companie producătoare de miere din Blaj, România, înființată în anul 1991 de Victor Mateș.
Compania produce anual 1.500 de tone de miere.
Din veniturile firmei, 60% provin din exporturi.
Cea mai cunoscută marcă a companiei este „Roua florilor”, acesta fiind și primul brand de miere de pe piața românească, înregistrat din 1997. Compania mai deține mărcile Apidava, Di Melio și SuperBee.
Număr de angajați în 2008: 42
Cifra de afaceri în 2007: 3 milioane euro